# Belorétxie
Belorétxie (en rus: Белоречье) és un poble de l'óblast de Sakhalín, a Rússia, el 2013 tenia 99 habitants. Pertany al districte municipal de Tímovskoie.